# Sitophora vesiculalis
Sitophora vesiculalis là một loài bướm đêm trong họ Noctuidae.